# Château de Tilleghem
Le château de Tilleghem est un château situé dans la section  de Saint-Michel faisant partie de la ville belge de Bruges.

## Histoire
Au XVIIIe siècle, il passe dans la famille Le Bailly à la suite du mariage entre Joseph Adrien le Bailly et Marie-Charlotte de Schietere de Damhouder en 1718.
À la fin du XIXe siècle, ce château est passé à Eugène Charles de Peñaranda de Franchimont. La famille a profondément remodelé ce château selon un style néo-gothique sous la direction des architectes Jean-Baptiste Béthune et Auguste Van Assche, mais il a conservé son aspect médiéval. En l'absence de descendance, le château fut légué en 1916 au baron Georges Verhaegen, et en 1980 leur fils René Verhaegen vend le château à la province de Flandre occidentale. Le château est situé dans un parc de 83 hectares.

## Le château
Le château de Tilleghem a été profondément remodelé au XIXe siècle sous la direction des architectes Jean-Baptiste Bethune et Auguste Van Assche.

## Sources
- Luc Devliegher e.a., Het kasteel van Tillegem te Brugge, Brugge, 1989.
- Baudouin d'Hoore, De familie le Bailly, studie van een ambtsadellijke familie in de 18de eeuw, Brussel, 2002.
- Brigitte Beernaert e.a. kasteel Tillegem, in: Het beste van 25 jaar, Open monumentendagen 2013, Brugge, 2013